# Термальні води

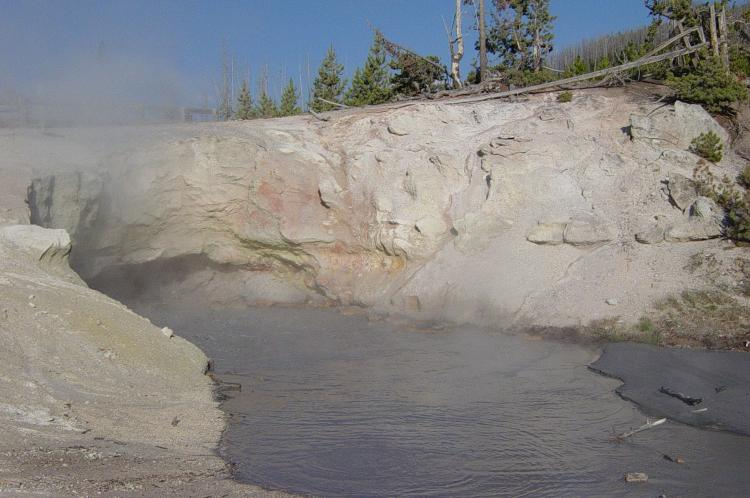
Термальні води в Єллоустонському національному парку

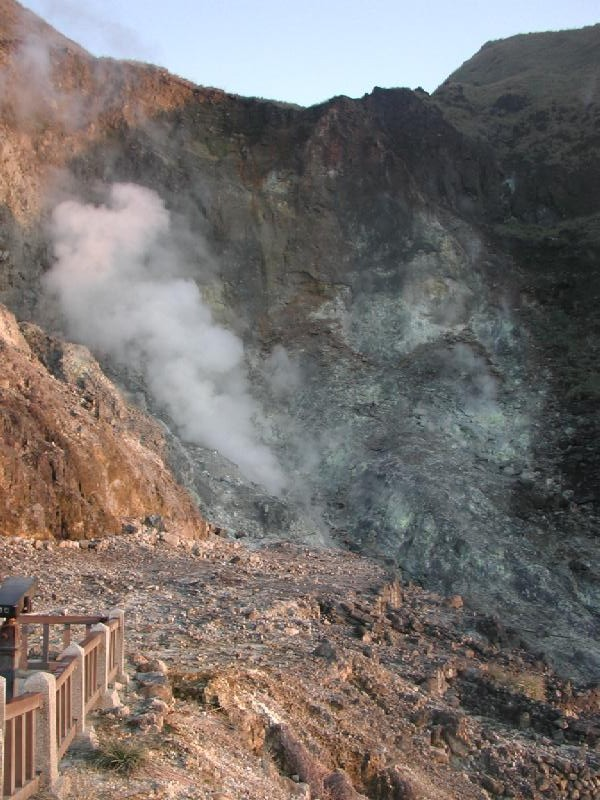
Термальні води в Янминшані, Тайвань

Терма́льні во́ди ("блакитне вугілля") — підземні води, що мають підвищену температуру (вище 20 °C).

## Загальний опис
У земній корі існує рухливий, надзвичайно теплоємний енергоносій — вода, що насичує всі породи осадового чохла. Розігріті до високих температур породи нагрівають воду. Рідка вода існує тільки до глибин 10-15 кілометрів, нижче при температурі близько 700 °С вода перебуває винятково у газоподібному стані.
На глибині 50–60 кілометрів, при тиску близько 30 тисяч атмосфер, зникає межа фазовості, тобто водяна пара набуває таку саму густину, що і рідка вода.
Геотермальна енергія (природне тепло Землі), акумульована в перших десяти кілометрах земної кори, за оцінкою МРЕК-ХІ досягає 137 трлн т умовного палива, що в 10 разів перевищує геологічні ресурси усіх видів палива разом узятих. Разом з тим, гідрогеотермальні ресурси, і в першу чергу термальні води, які використовуються сьогодні, складають лише 1 % від загального теплового запасу надр.

## Класифікація
Розрізняють термальні води: відносні (температура вища від середньої річної температури повітря у даній місцевості) та абсолютні (з температурою на 20–37 °С, більшою за максимальну середньорічну температуру повітря на Землі).
Згідно з іншим підходом прийнято вважати термальними підземні води з температурою понад 20 °С. Температура 20 °С умовно прийнята за межу між холодними і термальними водами, оскільки при цій температурі в'язкість води зменшується.
За О. К. Ланге виділяють такі види термальних вод: субтермальні (20–36 °С), термальні (36–42 °С) та гіпертермальні (понад 42 °С).
Крім того, розрізняють термальні води: теплі (20–37 °С), гарячі (37–50 °С) і киплячі (понад 100 °С). У групі термальних вод для теплоенергетичного використання виділяються води низькопотенційні з температурою до 70 °С, середньопотенційні — 70–100 °С і високопотенційні — понад 100 °С.

## Фізичні характеристики
Глибина залягання ізотерми 20 °C у земній корі від 1 500–2 000 м у районах багаторічномерзлих порід до 100 м і менше у районах субтропіків; на границі із тропіками ізотерма 20 °C виходить на поверхню. В артезіанських басейнах на глибині 2000–3000 м шпарами розкриваються води з температурою 70–100 °С і більше. У гірських країнах (наприклад, Альпи, Кавказ, Тянь-Шань, Памір) термальні води виходять на поверхню у вигляді численних гарячих джерел (температура до 50–90 °С), а в районах сучасного вулканізму проявляють себе у вигляді гейзерів і парових струменів (тут шпарами на глибині 500–1000 м розкриваються води з температурою 150–250 °С), що дають при виході на поверхню пароводяні суміші й пари (Паужетка на Камчатці, Великі Гейзери в США, Уайракей у Новій Зеландії, Лардерелло в Італії, гейзери в Ісландії й ін.).

## Склад
Хімічний, газовий склад і мінералізація термальних вод різноманітні: від прісних і солонуватих гідрокарбонатних і гідрокарбонатно-сульфатних, кальцієвих, натрієвих, азотних, вуглекислих і сірководневих до солоних і ропних хлоридних, натрієвих і кальцієво-натрієвих, азотно-метанових і метанових, місцями сірководневих (див. мінеральні води).

## Розповсюдження
Термальні води складають більшу частину вод підземної гідросфери. Температура вод на нижній межі земної кори може досягати 500–600 °С, а в зонах магматичних вогнищ, де переважають водяна пара і продукти її дисоціації — до 1000–1200 °С. У артезіанських басейнах молодих плит на глибині 2000–3000 метрів свердловинами розкриваються води з температурою 70–100 °С. У районах древніх щитів температура на глибині 5–6 км не перевищує 60–70 °С. У областях неотектонічних порушень (Альпи, Кавказ, Тянь-Шань, Памір, Гімалаї та ін.) глибокі термальні води виходять на поверхню у вигляді гарячих джерел з температурою до 90–100 °С, а в районах сучасного вулканізму — у вигляді ґейзерів та парових струменів.

### Термальні води в Україні
В Україні прогнозні експлуатаційні ресурси термальних вод за запасами тепла еквівалентні використанню близько 10 млн т умовного палива на рік.
Територіально в Україні термальні води локалізовані у Криму та на Закарпатті. Зокрема, у Берегівському районі Закарпаття розвідане високопотужне джерело термальних вод з температурою 50–52 °С, дебіт свердловини — понад 1000 м³/добу. Українські термальні води поблизу с. Нижнє Солотвино є аналогом термальних вод що біля м. Вісбадена (ФРН). У нашій країні використовують термальні води для теплопостачання та як мінеральні води.
| Назва артезіанського басейну | Спосіб експлуатації | Спосіб експлуатації | Спосіб експлуатації             |
|                              | Фонтанний           | Насосний            | З підтриманням пластового тиску |
| Причорноморський             | 23,3/0,7            | 126/2,1             | 27303/411                       |
| Закарпатський                | Не розвід.          | 12,5/0,14           | Не розвід.                      |

| Свердловини           | Область      | Глибина заміру т-ри, м | Виміряна т-ра, °С |
| Залузька 3            | Закарпатська | 405                    | 210               |
| Мостицька             | Львівська    | 1950                   | 128               |
| Октябрська 5          | Крим         | 2407                   | 158               |
| Глібівська 7-Н        | Крим         | 1036                   | 127               |
| Новомечебілівська 2-р | Харківська   | 3800                   | 152               |
| Шевченківська 8       | Харківська   | 3700                   | 168               |
| Горобцівська 12       | Полтавська   | 4470                   | 146               |

## Застосування
Здавна термальні води знаходили застосування в лікувальних цілях (римські, тбіліські терми). У СРСР прісні азотні терми, багаті кремнієвою кислотою, використовували відомі курорти — Білокуріха на Алтаї, Кульдур у Хабаровському краї та інші; вуглекислі термальні води — курорти Кавказьких Мінеральних Вод (П'ятигорськ, Железноводськ, Єсентуки), сірководневі — курорт Сочі-Мацеста. У бальнеології термальні води підрозділяють на теплі (субтермальні) 20–37 °С, термальні 37–42 °С та гіпертермальні — понад 42 °C.
У районах сучасного й недавнього вулканізму в Італії, Ісландії, Мексиці, країнах СНД, США, Японії працює ряд електростанцій, що використовують перегріті термальні води з температурою понад 100 °C. У пострадянських та інших країнах (Болгарія, Угорщина, Ісландія, Нова Зеландія, США — гідрогеотермальне родовище Великі гейзери). Термальні води застосовують також для теплопостачання житлових і виробничих будинків, обігріву теплично-парникових комбінатів, плавальних басейнів й у технологічних цілях (Рейк'явік повністю обігрівається теплом термальних вод). У СРСР було організоване теплопостачання мікрорайонів Кизляра, Махачкали, Зугдіді, Тбілісі, Черкеська; обігрівалися теплично-парникові комбінати на Камчатці, Кавказі. У теплопостачанні термальні води поділяються на слаботермальні 20–50 °С, термальні 50–75 °С. високотермальні 75–100 °С.
Перспективними вважаються райони, в яких зростання температури з глибиною відбувається досить інтенсивно, колекторські властивості гірських порід дозволяють одержувати з тріщин значні кількості нагрітої води чи пари, а склад мінеральної частини термальних вод не створює додаткових труднощів по боротьбі із солевідкладеннями і кородуванням устаткування. Аналіз економічної доцільності широкого використання термальних вод показує, що їх варто застосовувати для опалення і гарячого водопостачання комунально-побутових, сільськогосподарських і промислових підприємств, для технологічних цілей, добування цінних хімічних компонентів тощо. Гідрогеотермальні ресурси, придатні для одержання електроенергії, складають 4 % від загальних прогнозних запасів, тому їх використання в майбутньому варто пов'язувати з теплопостачанням і теплофікацією місцевих об'єктів.
Гідротермальні родовища використовуються в ряді країн для вироблення електроенергії. Перше місце за виробленням електроенергії з гарячих гідротермальних джерел займає США. У долині Великих Гейзерів (штат Каліфорнія) на площі 52 км² діє 15 установок, потужністю понад 900 МВт. Ефективно використовує гідротермальну енергію своїх надр Ісландія. Тут відомо понад 700 термальних джерел, які виходять на земну поверхню. Близько 60 % населення користується геотермальними водами для обігріву житлових приміщень, а в найближчому майбутньому планується довести це число до 80 %. При середній температурі води 87 °С річне споживання енергії гарячої води становить 15 млн. ГДж, що рівноцінно економії 500 тис. т кам'яного вугілля на рік. Крім того, ісландські теплиці, в яких вирощують овочі, фрукти, квіти і навіть банани, споживають щорічно до 150 тис. м³ гарячої води, тобто понад 1,5 млн. ГДж теплової енергії.